# 丽水码头站
麗水碼頭站（：／ Yeosu-budu yeok */?）曾經为韩国铁路全罗线上的一座鐵路站，位于全罗南道丽水市閑麗洞，已于1945年废止。

## 历史
- 1943年12月1日，落成使用[1]。
- 1945年8月15日，停止使用。